# Zastava Svetog Vincenta i Grenadina
Zastava Svetog Vincenta i Grenadina usvojena je 21. listopada 1985. Sastoji se od tri okomite pruge plave, žute i zelene boje. U centru, na žutoj pruzi, nalaze se tri dijamanta koji grade V oblik, što znači Vincent. Ovi dijamanti predstavljaju nadimak otoka - "dragulj Antila". 
Plava boja na zastavi predstavlja tropsko nebo i kristalne vode, žuta predstavlja zlatni pijesak Grenadina, a zelena bogati biljni svijet otoka.